# Xanthomonas campestris
Xanthomonas campestris és una espècie de bacteri que d'una banda causa una gran varietat de malalties a les plantes i de l'altra banda, en la seva forma purificada, es fa servir per produir el polisacàrid goma xantana utilitzada a la indústria alimentària i amb altres usos.

## Tipus deXanthomonas campestris
(pv. significa patovar, una classificació segons l'hoste de planta atacada per Xanthomonas campestris)
- Xanthomonas campestris pv. armoraciae
- Xanthomonas campestris pv. begoniae A
- Xanthomonas campestris pv. begoniae B
- Xanthomonas campestris pv. campestris
- Xanthomonas campestris pv cucurbitae
- Xanthomonas campestris pv. carotae
- Xanthomonas campestris pv. corylina
- Xanthomonas campestris pv. dieffenbachiae
- Xanthomonas campestris pv. hederae
- Xanthomonas campestris pv. hyacinthi
- Xanthomonas campestris pv. juglandis
- Xanthomonas campestris pv. malvacearum
- Xanthomonas campestris pv. musacearum
- Xanthomonas campestris pv. nigromaculans
- Xanthomonas campestris pv. pelargonii
- Xanthomonas campestris pv. phaseoli
- Xanthomonas campestris pv. poinsettiicola
- Xanthomonas campestris pv. raphani
- Xanthomonas campestris pv. sesami
- Xanthomonas campestris pv. tardicrescens
- Xanthomonas campestris pv. translucens
- Xanthomonas campestris pv. vesicatoria

El pv. citri, que causa el xancre dels cítrics, es va reclassificar com X. axonopodis el 1995 Xanthomonas campestris#cite note-0. El 2006, per pv. citri i malvacearum va ser revisat a X. citri i aquests patovars s'anomenen com la subespècie